# قرية التراث والغوص

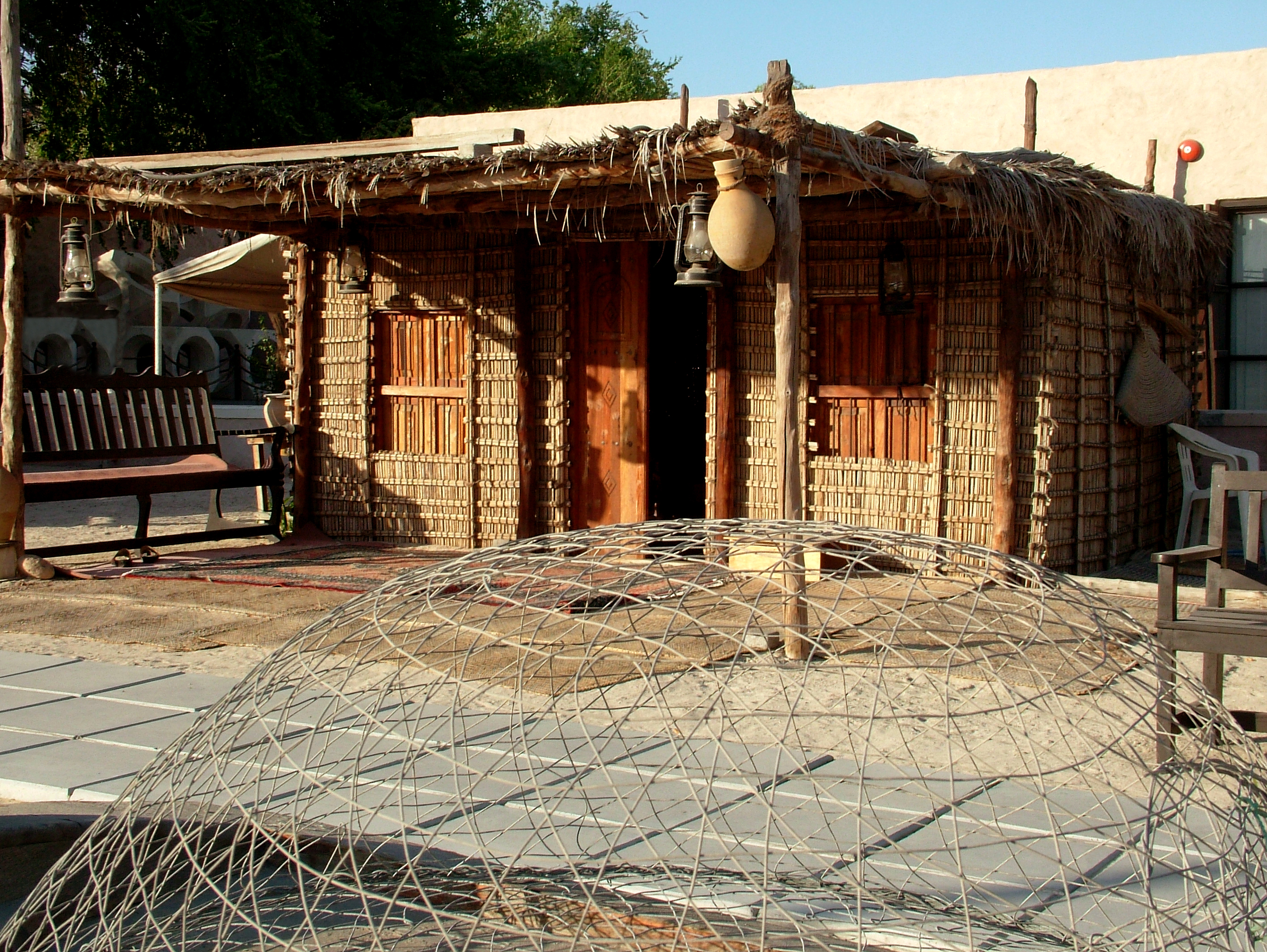

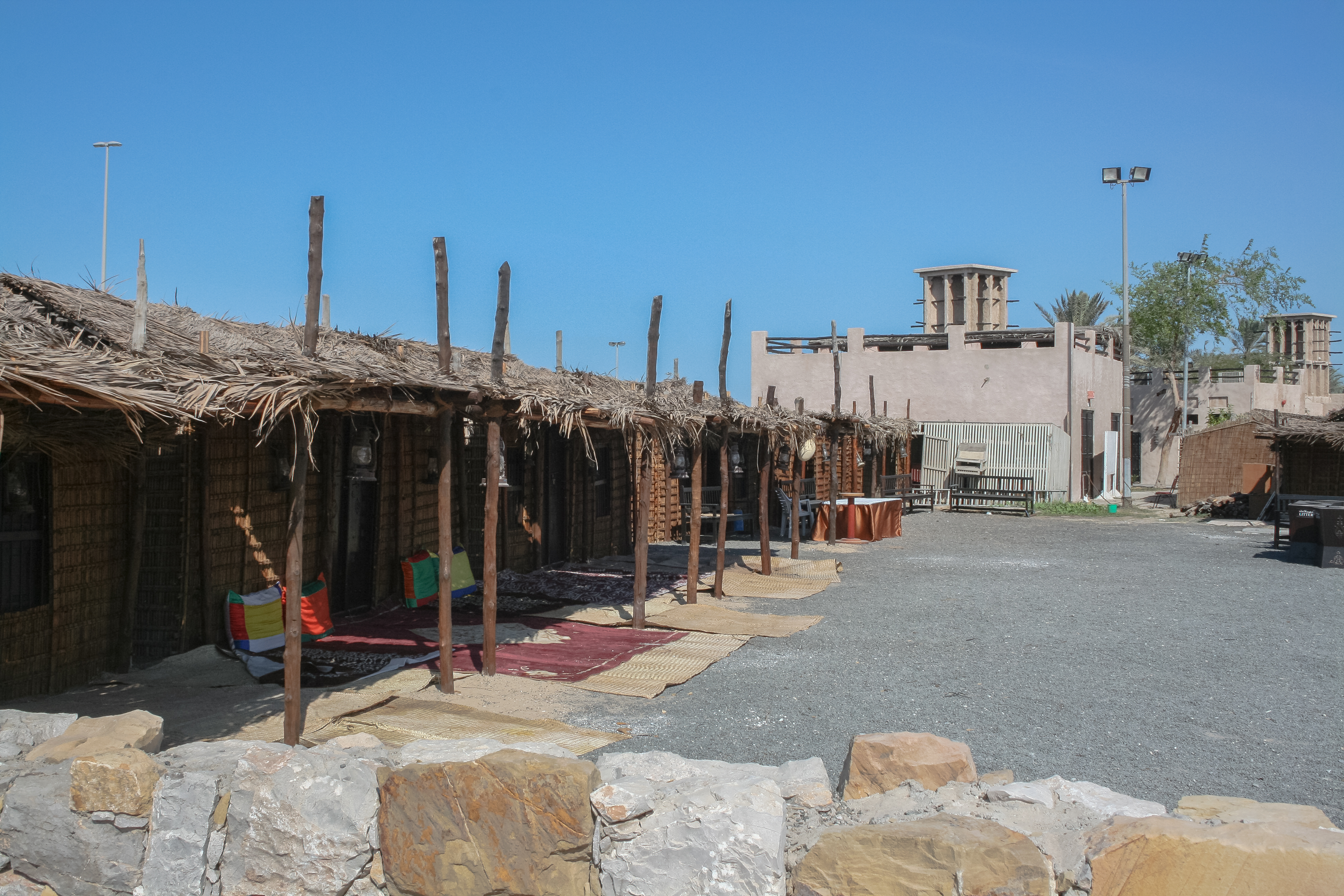
قرية التراث دبي

تم إنشاء 'قرية الغوص' في عام 1997 في حي الشندغة التاريخي بدبي لاحتضان الفعاليات البحرية والتراثية وعرض الحياة الساحلية ومهنة الغوص التراثية في الخليج العربي للبحث عن اللؤلؤ والصيد في دولة الإمارات العربية المتحدة، كما يمكن للزائر التعرف عن قرب على العادات والتقاليد والموروث الشعبي للدولة.
تقوم هيئة للثقافة والفنون بالعمل على إدارة الموقع وتنظيم الفعاليات التراثية والبحرية المقامة فيه كتنظيم مهرجان البحري التراثي كل عام من شهر فبراير. يتعرف الزائر من خلال هذه الزيارة على أنواع السفن المحلية في الدولة، وأدوات الغوص القديمة (الحياري) والتعرف على الحرف اليدوية كصناعة أدوات الغوص والشباك والقراقير والحرف النسائية وأشكال البيوت الساحلية والأدوات المستخدمة لدى سكان البيوت. مواعيد العمل في قرية الغوص من الأحد إلى الخميس 8:00 إلى 22:00، الجمعة والسبت من 3:00 إلى 22:00.
تعرف أيضاً إلى تاريخ المدرسة الأحمدية